# ستيف آدامز
ستيف آدامز (بالإنجليزية: Steve Adams)‏ (18 يونيو 1958 بونزر في المملكة المتحدة - ) هو لاعب كرة قدم بريطاني في مركز الوسط. لعب مع كامبريدج يونايتد وكوينز بارك رينجرز ونادي ميلوول ونادي هيلينغدون بورو.